# Mona Freeman
Mona Freeman, all'anagrafe Monica Elizabeth Freeman (Baltimora, 9 giugno 1926 – Beverly Hills, 23 maggio 2014), è stata un'attrice statunitense.

## Biografia
Figlia di un imprenditore di Baltimora, si trasferì con la famiglia a Pelham (New York), dove frequentò le scuole superiori e si mise in luce come fotomodella teenager presso la John Robert Powers modeling agency. Vinse il titolo di Miss Subways e fu notata dal produttore cinematografico Howard Hughes, che le propose un contratto di due anni. Arrivata a Hollywood, la Freeman passò subito alla Paramount e, dopo alcune apparizioni minori, diventò una star piuttosto popolare presso il pubblico più giovane, grazie alla partecipazione ad alcune commedie, tra cui Sessanta lettere d'amore (1947) e Abbasso mio marito (1949), nelle quali interpretò il personaggio di Miriam Wilkins, sorella della protagonista Joan Caulfield.
All'inizio degli anni cinquanta la Freeman ebbe il momento di massima popolarità cinematografica, partecipando a film western come I cavalieri dell'onore (1949), Le frontiere dell'odio (1950) e Il marchio di sangue (1950), quest'ultimo da protagonista in coppia con Alan Ladd. Si segnalò inoltre nel dramma L'ereditiera (1949) di William Wyler, nella commedia sentimentale La mia donna è un angelo (1951) di Mitchell Leisen e nel film comico Il caporale Sam (1952) di Norman Taurog, nel quale recitò accanto a Dean Martin e Jerry Lewis. Nello stesso anno diede prova di doti drammatiche nel noir Seduzione mortale (1953), per la regia di Otto Preminger, in cui interpretò Mary Wilton, la volitiva fidanzata dell'autista di ambulanze Frank Jessup (Robert Mitchum), irretito dalla femme fatale Diane Tremayne (Jean Simmons).
Nella seconda metà degli anni cinquanta, la carriera cinematografica dell'attrice si avviò al declino. Dopo i ruoli in film bellici quali Prima dell'uragano (1955) di Raoul Walsh e L'ultimo bazooka tuona (1956) di Allan Dwan, l'attrice passò alla televisione, partecipando a serie come Carovane verso il West (1958), Ricercato vivo o morto (1958-1959) e Perry Mason (1962-1965). Negli anni sessanta rallentò l'attività artistica fino al ritiro dalle scene nel 1972.

## Vita privata
Dal primo matrimonio (1945-1952) con Pat Nerney, la Freeman ebbe una figlia, Monie, nata nel 1947 e divenuta anch'essa attrice. Dopo il divorzio da Narney nel 1952, la Freeman sposò nel 1961 l'uomo d'affari H. Jack Ellis, che morì nel 1992.
L'attrice morì il 23 maggio 2014, all'età di 87 anni, nella sua residenza di Beverly Hills, dopo una lunga malattia.

## Filmografia

### Cinema

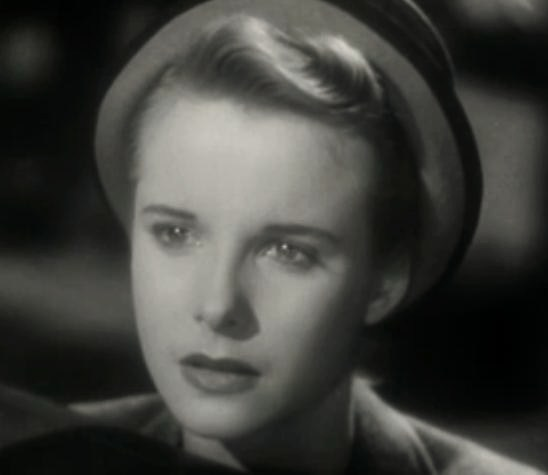
Mona Freeman nel film That Brennan Girl

- L'estrema rinuncia (Till We Meet Again), regia di Frank Borzage (1944)
- Gran Premio (National Velvet), regia di Clarence Brown (1944) (non accreditata)
- Here Come the Waves, regia di Mark Sandrich (1944)
- Ancora insieme (Together Again), regia di Charles Vidor (1944)
- Roughly Speaking, regia di Michael Curtiz (1945)
- Donnine d'America (Junior Miss), regia di George Seaton (1945)
- Delitti senza sangue (Danger Signal), regia di Robert Florey (1945)
- Our Hearts Were Growing Up, regia di William D. Russell (1946)
- Black Beauty, regia di Max Nosseck (1946)
- That Brennan Girl, regia di Alfred Santell (1946)
- Sessanta lettere d'amore (Dear Ruth), regia di William D. Russell (1947)
- Come nacque il nostro amore (Mother Wore Tights), regia di Walter Lang (1947)
- Isn't It Romantic?, regia di Norman Z. McLeod (1948)
- I cavalieri dell'onore (Streets of Laredo), regia di Leslie Fenton (1949)
- L'ereditiera (The Heiress), regia di William Wyler (1949)
- Abbasso mio marito (Dear Wife), regia di Richard Haydn (1949)
- La regina dei tagliaborse (I Was a Shoplifter), regia di Charles Lamont (1950)
- Le frontiere dell'odio (Copper Canyon), regia di John Farrow (1950)
- Il marchio di sangue (Branded), regia di Rudolph Maté (1950)
- A.A. criminale cercasi (Dear Brat), regia di William A. Seiter (1951)
- La mia donna è un angelo (Darling, How Could You!), regia di Mitchell Leisen (1951)
- La lettera di Lincoln (The Lady from Texas), regia di Joseph Pevney (1951)
- Il più grande spettacolo del mondo (The Greatest Show on Earth), regia di Cecil B. DeMille (1952) (non accreditata)
- Furia e passione (Flesh and Fury), regia di Joseph Pevney (1952)
- Il caporale Sam (Jumping Jacks), regia di Norman Taurog (1952)
- Aquile tonanti (Thunderbirds), regia di John H. Auer (1952)
- Seduzione mortale (Angel Face), regia di Otto Preminger (1953)
- Before I Wake, regia di Albert S. Rogell (1954)
- Prima dell'uragano (Battle Cry), regia di Raoul Walsh (1955)
- Sangue di Caino (The Road to Denver), regia di Joseph Kane (1955)
- Dial 999, regia di Montgomery Tully (1955)
- L'ultimo bazooka tuona (Hold Back the Night), regia di Allan Dwan (1956)
- Huk! Il grido che uccide (Huk!), regia di John Barnwell (1956)
- Massacro ai grandi pozzi (Dragoon Wells Massacre), regia di Harold D. Schuster (1957)
- Tribunale senza magistrati (The World Was His Jury), regia di Fred F. Sears (1958)

### Televisione
- Damon Runyon Theater – serie TV, episodio 1x11 (1955)
- Celebrity Playhouse – serie TV, episodio 1x01 (1955)
- Front Row Center – serie TV, 1 episodio (1956)
- I racconti del West (Zane Grey Theater) – serie TV, 1 episodio (1956)
- The Ford Television Theatre – serie TV, 2 episodi (1955-1956)
- The 20th Century-Fox Hour – serie TV, episodio 2x06 (1956)
- Lux Video Theatre – serie TV, 1 episodio (1956)
- The O. Henry Playhouse – serie TV, 1 episodio (1957)
- Studio 57 – serie TV, 1 episodio (1957)
- Schlitz Playhouse of Stars – serie TV, 2 episodi (1955-1957)
- Matinee Theatre – serie TV, 1 episodio (1957)
- Climax! – serie TV, 5 episodi (1955-1958)
- Carovane verso il West (Wagon Train) – serie TV, 1 episodio (1958)
- Playhouse 90 – serie TV, 3 episodi (1956-1958)
- Pursuit – serie TV, episodio 1x08 (1958)
- The Red Skelton Show – serie TV, 2 episodi (1958-1959)
- Ricercato vivo o morto (Wanted: Dead or Alive) – serie TV, episodi 1x09-2x04 (1958-1959)
- June Allyson Show (The DuPont Show with June Allyson) – serie TV, episodio 1x06 (1959)
- Maverick – serie TV, 2 episodi (1959-1960)
- Thriller – serie TV, episodio 1x04 (1960)
- Michael Shayne – serie TV episodio 1x09 (1960)
- The Chevy Mystery Show – serie TV, episodio 1x05 (1960)
- Scacco matto (Checkmate) – serie TV, episodio 1x17 (1961)
- The United States Steel Hour – serie TV, 7 episodi (1960-1962)
- Perry Mason – serie TV, 3 episodi (1962-1965)
- Welcome Home, Johnny Bristol, regia di George McCowan – film TV (1972)

## Doppiatrici italiane
- Germana Calderini in: Abbasso mio marito, Sessanta lettere d'amore, La mia donna è un angelo
- Renata Marini in: Furia e passione, Il marchio di sangue, Il caporale Sam
- Maria Pia Di Meo in: Massacro ai grandi pozzi, Le frontiere dell'odio, Prima dell'uragano
- Miranda Bonansea in: I cavalieri dell'onore, L'ereditiera
- Rina Morelli in: Ancora insieme
- Serena Verdirosi in: Seduzione mortale (ridoppiaggio)